# Cheirocratus robustus
Cheirocratus robustus är en kräftdjursart som beskrevs av Georg Ossian Sars 1894. Cheirocratus robustus ingår i släktet Cheirocratus, och familjen Melitidae. Arten är reproducerande i Sverige.